# Hanna Johansen
Pour les articles homonymes, voir Johansen.
Hanna Johansen, pseudonyme de Hanna Margarete Muschg, née sous le nom de Hanna Margarete Meyer le 17 juin 1939 à Brême et morte le 25 avril 2023 à Horgen, est une écrivaine germano-suisse. Elle est l'épouse de l'écrivain Adolf Muschg.

## Biographie

### Origines et enfance
Hanna Margarete Meyer naît le 17 juin 1939 à Brême, sous le Troisième Reich. 
Dès ses jeunes années, elle est marquée par son expérience de la guerre, une expérience qu'elle évoque dans sa troisième publication : L'Analphabète (1982). Ce texte raconte les nuits de bombardements dans un bunker du point de vue d'un enfant de cinq ans,.

### Études et famille
Après le lycée, elle étudie la philologie classique, l'allemand et la pédagogie aux universités de Marburg et de Göttingen. Elle ne mène toutefois pas ses études à terme. 
De 1967 à 1969, elle vit à Ithaca, dans l'État de New York, avant de s'établir en Suisse, à Genève, en 1970. 
En 1972, elle s'installe à Kilchberg avec son mari écrivain Adolf Muschg. Ils ont deux fils. 

### Parcours littéraire
Hanna Muschg commence sa carrière littéraire en tant que traductrice d'auteurs américains contemporains. Par ailleurs, inspirée par ses fils[réf. nécessaire], elle écrit des histoires pour enfants sous le pseudonyme de Hanna Johansen, histoires avec lesquelles elle a rapidement beaucoup de succès.
Son premier roman, L'Horloge arrêtée, est publié en 1978. Son livre paru en 2014 L'Automne où j'ai appris à jouer du piano relate l'expérience de l'apprentissage du piano à 71 ans. Selon le critique littéraire Charles Linsmayer, le livre est une autobiographie dans un genre léger mais touchant. En 2022, le livre Alphabet der Träume est publié avec son recueil de poèmes pour enfants.

### Mort
Hanna Johansen meurt le 25 avril 2023 à Horgen, dans le canton de Zurich, à l'âge de 83 ans.

## Distinctions
- 1980 : Prix honorifique du canton de Zurich[réf. nécessaire]
- 1986 : Prix Marie Luise Kaschnitz (en)[6]
- 1987 : Prix Conrad-Ferdinand-Meyer (de)[6] (avec Martin Hamburger)[réf. nécessaire]
- 1990 : Prix suisse de littérature enfance et jeunesse (de)[6]
- 1991 : Prix du livre jeunesse du Land de Rhénanie du Nord-Westphalie (de)[réf. nécessaire]
- 1993 : Prix autrichien du livre pour enfants et adolescents (de)[6] pour Dinosaurier gibt es nicht[12]
- 1993 : Prix littéraire du Land de Carinthie au Concours Ingeborg Bachmann[6]
- 1993 : Prix Fantastique de la ville de Wetzlar[6] pour Über den Himmel
- 2003 : Prix de Soleure[6]
- 2007 : Reconnaissance de la ville de Zurich[réf. nécessaire]
- 2015 : Prix suisse de littérature de l'Office fédéral de la culture pour Der Herbst, in dem ich Klavier spielen lernte (2014)[réf. nécessaire]

## Œuvres
- Die stehende Uhr, 1978 (L'Horloge arrêtée (trad. Andrée R. Picard), Paris, Gallimard, 1980, 178 p.)[13]
- Jan und die Großmutter, 1978 (sous le nom de Hanna Muschg, avec Gisela Degler-Rummel)
- Ein Meister des Innehaltens, 1979
- Trocadero, 1980 (Trocadéro (trad. Gilbert Musy), Carouge-Genève, Zoé, 1990, 252 p. (ISBN 2881820778, lire en ligne))[14]
- Die Analphabetin, 1982 (L'Analphabète (trad. Bernard Kreiss), Paris, Gallimard, 1984, 185 p. (ISBN 2070701964))[15]
- Auf dem Lande, Hörspiel, NDR, 1982
- Bruder Bär und Schwester Bär, 1983 (sous le nom de Hanna Muschg)
- Die Ente und die Eule, 1984 (sous le nom de Hanna Muschg)
- Siebenschläfergeschichten, 1985 (sous le nom de Hanna Muschg)
- Über den Wunsch, sich wohlzufühlen, 1985
- Zurück nach Oraibi, 1986 (Retour à Oraïbi (trad. Colette Kowalski), Carouge-Genève, Zoé, 1991, 209 p. (ISBN 2876780569))[16]
- Felis Felis, 1987
- Ein Mann vor der Tür, 1988
- Die Geschichte von der kleinen Gans, die nicht schnell genug war, 1989
- Die Schöne am unteren Bildrand, 1990
- Dinosaurier gibt es nicht, 1992
- Über den Himmel, 1993
- Kurnovelle, 1994
- Ein Maulwurf kommt immer allein, 1994
- Der Füsch, 1995 (avec Rotraut Susanne Berner)
- Die Hexe zieht den Schlafsack enger, 1995 (avec Käthi Bhend)
- Universalgeschichte der Monogamie, 1997
- Der Zigarettenanzünder, Hörspiel, SWF, 1997
- Bist du schon wach?, 1998 (avec Rotraut Susanne Berner)
- Halbe Tage, ganze Jahre, 1998
- Vom Hühnchen, das goldene Eier legen wollte, 1998 (avec Käthi Bhend)
- Maus, die Maus, liest ein langes Buch, 2000 (avec Klaus Zumbühl)
- Maus, die Maus, liest und liest, 2000 (avec Klaus Zumbühl)
- Sei doch mal still!, 2001
- Lena, 2002 (Lena (trad. Nicole Taubes), Paris, Gallimard, 2005, 161 p. (ISBN 2070740358))[17]
- «Omps!» – ein Dinosaurier zu viel, 2003
- Die Hühneroper, Zürich, Nagel & Kimche, 2004
- Ich bin hier bloß die Katze, (illustrations de Hildegard Müller) 2007
- Der schwarze Schirm, 2007
- Ein Krokodil
- Wenn ich ein Vöglein wär, (illustrations de Hildegard Müller). Hanser, München 2013, (ISBN 978-3-423-62544-9).
- Der Herbst, in dem ich Klavier spielen lernte, Dörlemann, Zürich 2014, (ISBN 978-3-03820-011-6).
- Bilder. Geschichten vom Sehen. Dörlemann, Zürich 2022, (ISBN 978-3-03820-115-1).
- Alphabet der Träume. Dtv, München 2022, (ISBN 978-3-423-64097-8).

## Archives
Ses archives se trouvent aux Archives littéraires suisses à Berne.